# لووپروپوکسیفن
لووپروپوکسیفن (به انگلیسی: Levopropoxyphene) یک ترکیب شیمیایی با شناسه پاب‌کم ۲۰۰۷۴۲ است. که جرم مولی آن ۳۳۹٫۴۷۱ g/mol می‌باشد.مسکن، ضد سرفه. نام تجاری نووراد